# Alberto Lopo
Alberto Lopo García (in catalano Albert Lopo; Barcellona, 5 maggio 1980) è un ex calciatore spagnolo, di ruolo difensore.

## Carriera

### Club

#### Espanyol
Nato a Barcellona, in Catalogna Lopo trascorre la maggior parte della sua carriera professionale nella squadra locale dell'Espanyol, dove ha iniziato a giocare quando aveva dieci anni. Presto gli allenatori notarono le sue doti difensive e, nel mese di aprile 1999 (a diciotto anni), fece il suo esordio in prima divisione contro il Real Zaragoza. La svolta arriva durante il 2001-02, quando aveva giocato solo cinque partite di campionato e realizzato il suo primo gol, ma ha anche ricevuto il suo primo cartellino rosso, nel corso di una sconfitta per 2-0 in casa dei rivali del Barcelona.
Sarebbe rimasto titolare all'Espanyol con allenatori diversi (Juande Ramos, Javier Clemente, Luis Fernández e Miguel Ángel Lotina) fino alla sua partenza nel maggio del 2006. Nel 2002-2003 ha ricevuto 14 cartellini gialli in 23 partite, tra cui due in una sconfitta per 5-2 contro il Racing Santander. La stagione seguente, dopo aver accettato un rinnovo di tre anni, Lopo si è guadagnato 15 cartellini gialli (tre volte due in una partita) e uno rosso. Tra il 2004 e il 2006 ha ricevuto altri 21 gialli e due rossi, anche se i numeri un diminuiscono leggermente negli anni successivi.
Conquistate due Coppe di Spagna tra 2000 e 2006 con la maglia catalana, Lopo rifiutata l'offerta del club per il rinnovo del contratto e firma per il Deportivo de La Coruña. Ma anche se era in scadenza di contratto, l'Espanyol alla fine ha iniziato una causa contro il Deportivo per ottenere un risarcimento finanziario (di € 5,6 milioni) per aver fatto crescere il giocatore nel suo settore giovanile. Il reclamo dell'Espanyol era basato su un accordo tra la maggior parte dei club spagnoli. Lopo era considerato come uno dei migliori difensori centrali spagnoli disponibili quando è stato acquistato a parametro zero nel maggio 2006. Altri club avevano mostrato interesse, il Valencia CF, il Villarreal CF, il Manchester United e il Newcastle, ma lui ha deciso di seguire le orme di ex giocatori dell'Espanyol come Joan Capdevila e Sergio.

#### Deportivo La Coruna
Nella sua prima stagione, Lopo continuò come sempre: giocò più partite (31) ricevendo in totale di undici cartellini gialli (inclusi due in casa contro il Celta de Vigo; Lopo è stato espulso anche nella gara casalinga di coppa contro il Valladolid). Nella prima parte della stagione ha fatto coppia con Álvaro Arbeloa. Dopo che Arbeloa è stato venduto al Liverpool, è stato Jorge Andrade (recuperato da un infortunio importante) che ha fatto da compagno a Lopo. La difesa, con Capdevila e Fabrizio Coloccini sulle fasce, e Dudu Aouate come portiere, ha conservato la rete inviolata 16 volte in 38 partite. Gran parte dei punti del Deportivo guadagnati quella stagione erano basati sulla performance difensiva di una squadra non in grado di segnare gol sufficienti per vincere.
Durante l'estate del 2007, le presenze di Lopo al club aumentano, in maniera significativa, come sostituto di Juanma e Andrade che avevano lasciato il club, il primo a parametro zero per il Tenerife, il portoghese venduto alla Juventus. Lopo stesso ha confermato che il Deportivo aveva respinto un'offerta di 5000000 € dal Real Zaragoza per lui. Tuttavia, egli avrebbe trascorso i primi cinque mesi senza giocare, a causa di un infortunio alla gamba ricorrente. Un giocatore onnipresente in tutta la stagione 2008-09, Lopo segnò con un colpo di testa il gol vittoria del 2-1 in casa nella gara inaugurale della stagione contro il Real Madrid. Durante la stagione, con il Deportivo finito settimo, ha raccolto un totale di 13 cartellini gialli (nessuna espulsione).

#### Getafe
Lopo ha continuato ad essere un titolare indiscusso del Deportivo nelle seguenti due stagioni, fino alla retrocessione avvenuta nella stagione 2010-11. Nel mese di giugno, a 31 anni, ha firmato per il Getafe CF. Nel mese di gennaio del 2014 giunto all'età di 34 anni decide di far ritorno al Deportivo La Coruña.

### Nazionale
Sul piano internazionale, Lopo fu convocato nel novembre 2006 dall'allenatore della nazionale Luis Aragonés per un'amichevole contro la Romania, ma alla fine non giocò la partita, persa per 0-1. Nel dicembre 2001, Lopo debuttò per la squadra della Catalogna contro il Cile.

## Palmarès

### Club
- Coppa di Spagna: 2

Espanyol: 1999-2000, 2005-2006